# Лузитанская война

Восстание Вириата

Лузитанская война — война на территории современной Португалии и Испании (тогдашней Дальней Испании) в 155—139 годах до н. э., начавшаяся с восстания местных жителей (лузитанского народа) против римского господства.

## Ход войны
Во Вторую Пуническую войну многие племена, населявшие территорию Пиренейского полуострова, воевали на стороне Карфагена. Но война Ганнибалом была проиграна, и Пиренейский полуостров был оккупирован римлянами. Это привело к недовольству местных жителей.
Начали вспыхивать крупные восстания, в результате одного в 154 году до н. э. был свергнут римский наместник. К восставшим лузитанам присоединились племена кельтиберов. На подавление восстания Рим выслал две армии, которые разгромили лузитан, но кельтиберы продолжали сопротивление и были побеждены только в 151 году до н. э. Тогда римский претор Сервий Сульпиций Гальба был разбит у города Конисторгиса (располагался между Алгарве и Алентежу) и начал мирные переговоры, во время которых вероломно перерезал до 8000 лузитан. 
Через год опять восстали лузитане. В 149 году до н. э. восстание возглавил бывший пастух Вириат, который от природы был сильным и умным человеком. Он объединил своих соплеменников и в течение 10 лет вел успешную партизанскую войну против римских войск. В 147 году до н. э. восставшие во главе с Вириатом разгромили нескольких римских полководцев, в том числе Гая Ветилия. 
Рим требовал от Ветилия быстрой победы и претор понимал, что времени на окончательный разгром лузитанов у него остается все меньше. Поэтому когда разведчики донесли, что Вириат собирает людей у Триболы, Ветилий пошел «ва-банк», стремясь одним ударом покончить с восстанием. Выстроив оба легиона, он двинулся походным строем в горы на генеральное сражение. Построенная длинной цепью, римская армия стала легкой мишенью для нападения. Вириат дождался, когда легион будет проходить расщелину в горах, и дал сигнал к атаке. Внезапное нападение не дало римлянам времени перестроиться, а пропасть — шанса отступить. Разгром был полным, Гай Ветилий пал в бою. Вириат нанёс римлянам еще ряд поражений (146 и 145 годы до н. э.), но был остановлен на время Фабием Эмилианом в 144 году до н. э.
Несколько раз Вириат показывал своё великодушие. В 142 году до н. э. в горах он окружил войско римского полководца Квинта Фабия Максима Сервилиана, который ранее велел отрубить руки и головы пятистам пленным лузитанам. Вириат не стал так же поступать с римлянами. Он заставил консула подписать мирный договор, по которому каждой стороне отходили находившиеся на данный момент у них земли. После этого он отпустил римское войско. Сенат утвердил договор и в 141 году до н. э. Рим признал Вириата царем лузитан и наградил его титулом «друга римского народа».
В 140 году до н. э. править испанскими территориями был назначен консул Квинт Сервилий Цепион, который считал договор невыгодным, бесчестящим римский народ. Сенат дал поручение Цепиону под любым предлогом возобновить войну, но в открытой войне он не имел успеха. Тогда Цепион прибег к помощи наёмных убийц, которые в 139 году до н. э. предательски зарезали Вириата, когда он спал в своей палатке.
Лузитанцы похоронили Вириата по-царски и еще некоторое время продолжали оказывать сопротивление римским войскам под предводительством Тантала, но, в конце концов, были покорены.